# Poterie (cours d'eau)
Pour les articles homonymes, voir La Poterie.
La Poterie  est un cours d'eau français qui coule dans le département du Loiret en région Centre-Val de Loire. 

## Géographie
De 13,8 kilomètres de longueur, la Poterie nait dans la commune de Lorris (Les Sablonnettes) et se jette dans le canal d'Orléans au sud de la commune de Presnoy. Il s'écoule globalement vers le nord-est.

### Communes traversées
La Poterie traverse quatre communes soit d'amont vers l'aval :  Lorris, Noyers, Chailly-en-Gâtinais et Presnoy, toutes situées dans le département du Loiret.

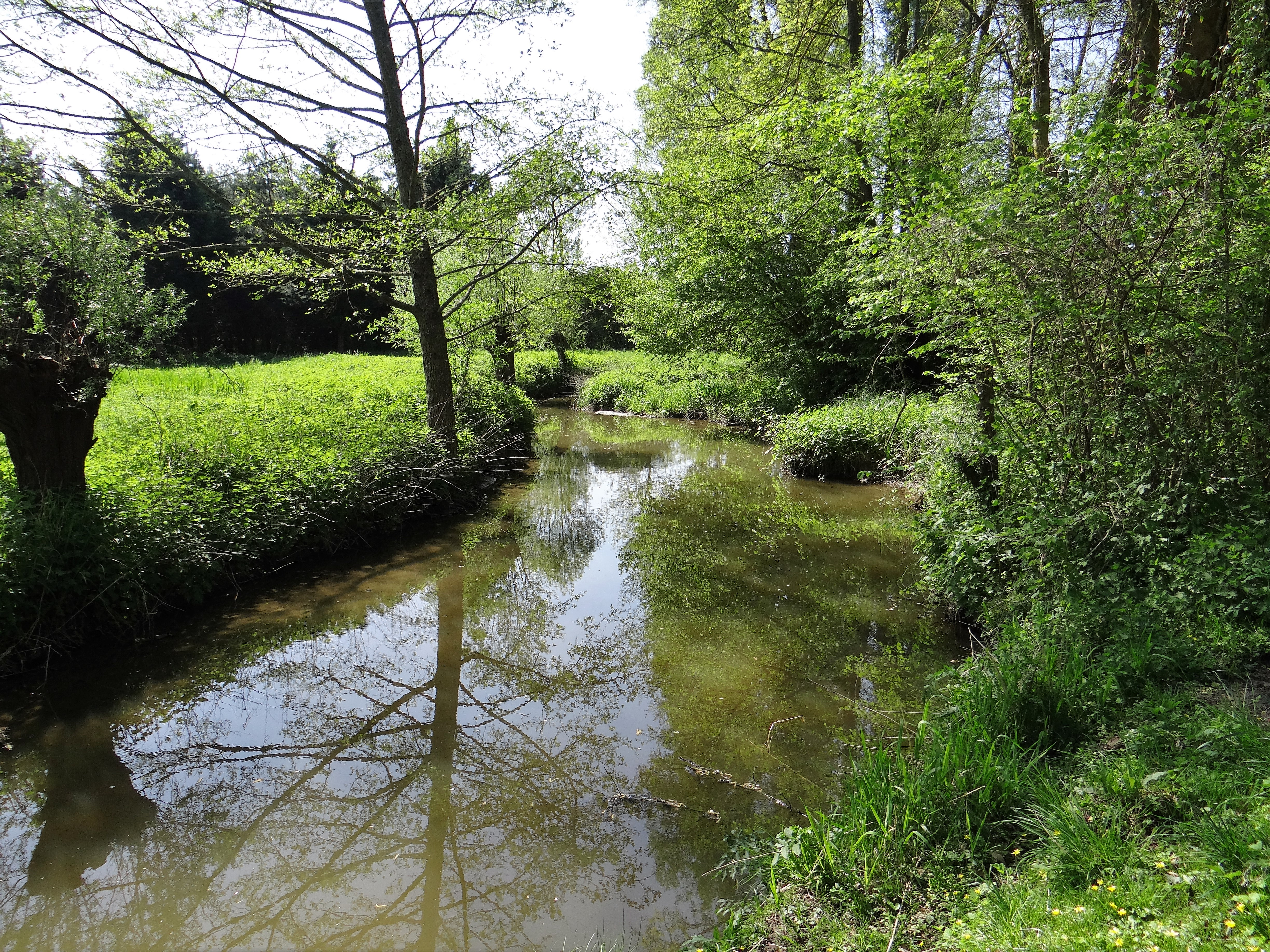
à Chailly-en-Gâtinais
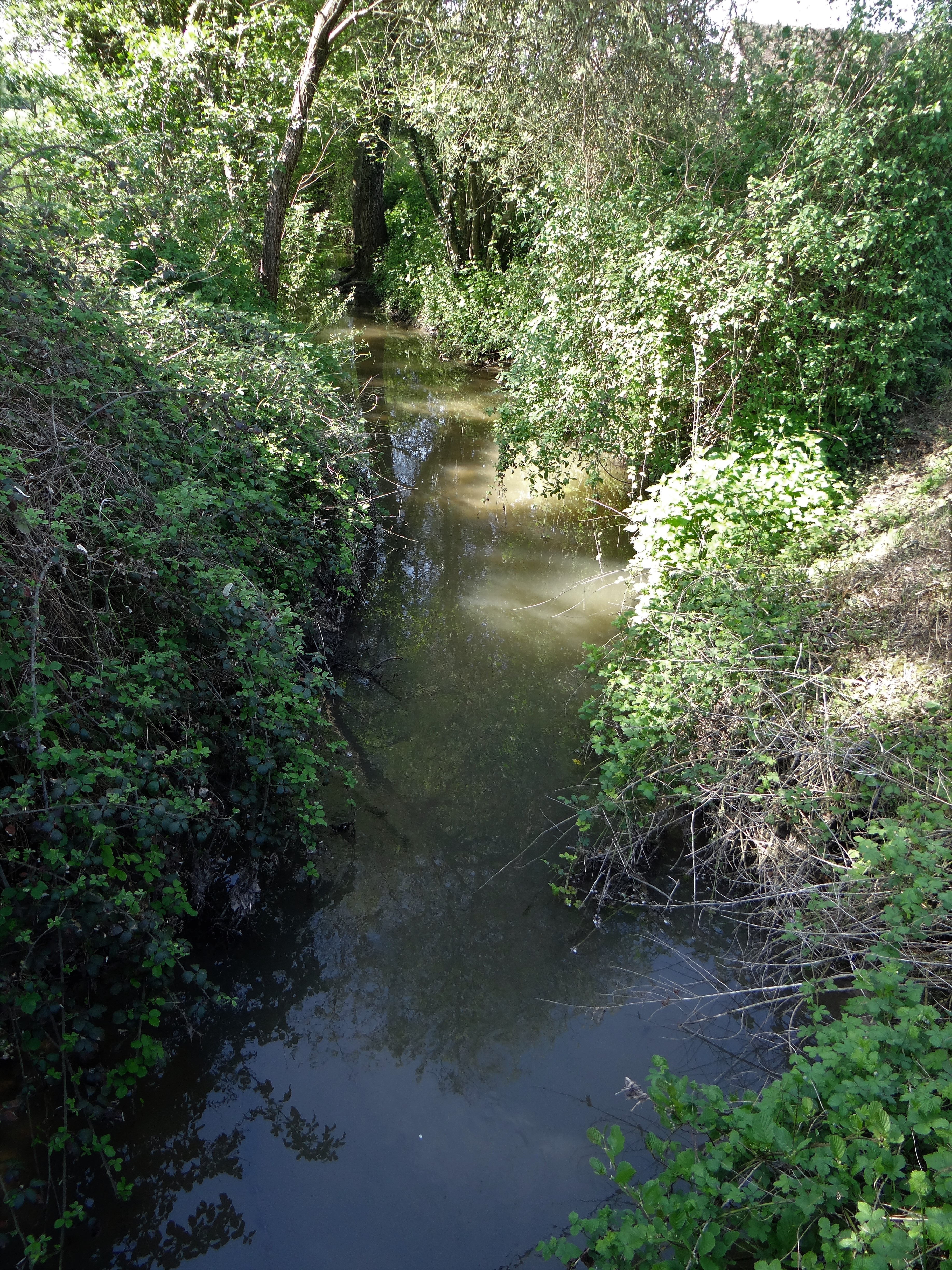
à Noyers

### Bassin versant
Son bassin versant s'étend sur 181 km2. Il est constitué à 65,33 % de « territoires agricoles », à 32,18 % de « forêts et milieux semi-naturels », à 1,82 % de « territoires artificialisés » et à 0,79 % de « surfaces en eau ».

## Affluents
Selon le Service d'administration nationale des données et référentiels sur l'eau, la Poterie a un affluent référencé : 
- La rigole de Courpalet [4], long de 32,8 km, sur les communes de Vieilles-Maisons-sur-Joudry, Coudroy  ,Lorris et Montereau.